# Run Like Hell (игра)
Run Like Hell — шутер от третьего лица, разработанный компанией Digital Mayhem, изданный Interplay Entertainment и распространяемый в Европе компанией Virgin Interactive. Выпущен для PlayStation 2 в конце 2002 года, а для Xbox в начале 2003 года. В Японии версия для PlayStation 2 была выпущена компанией Capcom в 2004-м году.

## Сюжет
Действие игры разворачивается в будущем, в глубоком космосе на станции, служащие которой занимаются научными разработками и бурильными работами. После вылета главного героя на задание по исследованию одного из астероидов к станции причаливает побитый космический корабль, который наполнен монстрами. Монстры проникают на корабль и убивают всю оставшуюся часть сотрудников. Герой возвращается на станцию и обнаруживает полное отсутствие людей, на станции слышатся непонятные крики и т.д.

## Геймплей
Геймплей больше всего похож на игровой процесс в более поздних играх серии Resident Evil, где игрок управляет персонажем от третьего лица. По-прежнему требуется перезарядка оружия, хотя у большинства оружия бесконечные боеприпасы. В игре также есть несколько видов погони, в которых игрок должен убегать от непобедимого врага, уклоняясь от препятствий на своем пути как с помощью аналогового джойстика, так и с помощью кнопок.
В игре главному герою предстоит не только уничтожать разных монстров, но и решать логические головоломки. Главный персонаж обладает окном инвентаря, в игре предусмотрена система комбинации объектов. В конце каждого эпизода игры предусмотрен босс.

### Персонажи
Главным героем игры является командир космического десанта, призванный охранять станцию от различной угрозы. На станции также присутствует его девушка и похожее на кота существо.

### Оружие
- Автоматическая винтовка (имеет неограниченный боезапас)

В озвучивании игры принял участие Ланс Хенриксен.

## Критика
| Сводный рейтинг | Сводный рейтинг | Сводный рейтинг |
| Издание         | Оценка          | Оценка          |
| Издание         | PS2             | Xbox            |
| --------------- | --------------- | --------------- |
| GameRankings    | 62,02 %         | 59,64 %         |

Согласно агрегатору обзоров Metacritic, игра получила «смешанные» отзывы. Ник Катуччи из The Village Voice поставил версии для Xbox семь из десяти баллов и сказал: «Одно дело — наблюдать, как ваши любимые звезды рекламируют продукты в голливудских блокбастерах, и совсем другое — использовать рекламу как условие продвижения по игре». Марк Зальцман из The Cincinnati Enquirer дал версии для PlayStation 2 три с половиной звезды из пяти и заявил, что она «вносит хорошее разнообразие в игровой процесс шутеров в стиле "Resident Evil", добавляя больше действий и скорости, а также достойный сценарий и запоминающихся персонажей». Эрик Уолпоу из Entertainment Weekly написал, что игра «обременена неудобной боевой системой».